# Zhu Shuzhen
Zhu Shuzhen (xinès: 朱淑真, pinyin: Zhū Shūzhēn, c. 1135–1180) fou una poetessa xinesa de la dinastia Song. Es va casar amb un oficial que li va donar problemes durant el matrimoni. Els seus pares van cremar els seus poemes perquè, o es va suïcidar, o va tenir una aventura. Hi ha versions dels seus poemes, i s'han pogut reconstruir uns 339 poemes shi i 33 ci.